# Penisola di Lomonosov
La penisola di Lomonosov (in russo полуостров Ломоносова) si trova sulla costa occidentale del golfo dell'Amur (parte del mar del Giappone). Situata nel Territorio del Litorale, nel Circondario federale dell'Estremo Oriente, amministrativamente appartiene al Chasanskij rajon. La penisola porta il nome dello scienziato russo Michail Vasil'evič Lomonosov.
La penisola è separata dalla terraferma da una stretta e bassa lingua di terra di ciottoli e sabbia sulla quale si trova il villaggio di Perevoznaya e che racchiude la laguna Caplič'ja (лагуна Цапличья). La penisola separa il golfo Perevoznaja (a nord) dalla baia della Narva (a sud). Capo Toerek (o Turek) è l'estremo punto sud-occidentale della penisola con un'altezza di 49 m. Il rilievo della penisola è prevalentemente collinare, in alcuni punti paludoso. Il punto più alto è di 85 m. La costa meridionale è ripida e rocciosa, paludosa quella settentrionale. Vicino alla penisola la profondità del mare arriva a 20 m.